# X-Men: Ngày cũ của tương lai
X-Men: Ngày cũ của tương lai (tựa gốc tiếng Anh: X-Men: Days of Future Past) là một bộ phim siêu anh hùng 2014 dựa tên nhân vật hư cấu X-Men xuất hiện trên Marvel Comics. Phim của đạo diễn Bryan Singer và phần tiếp theo của X-Men: The Last Stand 2006 và X-Men: First Class 2011 và theo dự kiến năm 2016, X-Men sẽ ra thêm một phần nữa. Phim được chiếu ở Việt Nam ngày 23 tháng 5 năm 2014 ở các rạp.

## Nội dung
Năm 2023 hậu tận thế, những robot Sentinel săn lùng và sát hại những dị nhân, cũng như những người mang tiềm năng di truyền sinh ra con đột biến hay những người cố gắng bảo vệ dị nhân. Tại Moskva, chúng tấn công những X-Men còn sống sót là Kitty (Katherine Pryde), Colossus (Piotr Rasputin), Blink (Clarice Ferguson), Warpath (James Proudstar), Bishop (Lucas Bishop), Iceman (Robert "Bobby" Drake) và Sunspot (Roberto "Bobby" da Costa). Các dị nhân đã hy sinh bản thân để giành đủ thời gian cho Kitty gửi ý thức của Bishop về vài ngày trước, để cảnh báo những dị nhân khác về cuộc tấn công sắp xảy ra và đảm bảo sự sống còn của họ.
Sau khi ngăn chặn cuộc tấn công, nhóm đã rút lui đến 1 ngôi chùa hẻo lánh ở Trung Quốc và Storm (Ororo Munroe), Wolverine (James "Logan" Howlett), Professor X (Charles Xavier), Magneto (Erik Lehnsherr) đã gia nhập cùng họ. Professor X giải thích rằng ý tưởng về những robot Sentinel ban đầu được hình thành bởi Bolivar Trask, 1 nhà thiết kế vũ khí mà Mystique (Raven Darkhölme) đã ám sát vào năm 1973. Đáp lại, chính phủ đã bắt giữ Mystique và tiến hành thí nghiệm trên cô, dùng DNA của cô để tạo ra những robot Sentinel có khả năng thích ứng với bất kì sức mạnh đột biến nào. Professor X dự định quay về quá khứ năm 1973 và ngăn chặn vụ ám sát Trask với hy vọng thay đổi tương lai. Tuy nhiên, khi biết rằng du hành thời gian quá xa sẽ giết chết Professor X, Wolverine đã tình nguyện thay thế, vì khả năng phục hồi của anh ta sẽ cho phép anh ta sống sót.
Tỉnh dậy vào năm 1973, Wolverine đến X-Mansion, và được Beast (Hank McCoy) thông báo rằng nhà trường đã đóng cửa trong nhiều năm do chiến tranh Việt Nam, và Magneto đã bị cầm tù vì đã ám sát tổng thống John F. Kennedy. 1 Professor X trẻ tuổi, chán nản dần trở nên nghiện rượu và thường xuyên sử dụng 1 loại huyết thanh cho phép anh ta đi lại nhưng cái giá phải trả là mất đi khả năng đọc tâm trí. Hy vọng đoàn tụ với Mystique, Professor X đồng ý giúp đỡ Wolverine. Họ đến tìm và chiêu mộ Quicksilver (Pietro Maximoff), 1 dị nhân có tốc độ siêu phàm và giải thoát Magneto khỏi Lầu Năm Góc, và phát hiện ra rằng thực tế Magneto đã cố gắng cứu Kennedy, vì ông ta cũng là 1 dị nhân.
Mystique phát hiện ra Trask đã tiến hành thí nghiệm trên dị nhân và có âm mưu ám sát Trask tại lễ kí kết hiệp định Paris, nhưng Professor X, Beast, và Wolverine đã ngăn chặn âm mưu đó. Magneto đã cố giết Mystique, vì tin rằng điều này sẽ làm thay đổi tương lai, vì vậy Beast đã chiến đấu với Magneto, để cho Mystique trốn thoát nhưng đã công khai tiết lộ họ là dị nhân. Trask đã lợi dụng điều này để thuyết phục tổng thống Nixon ủy quyền cho chương trình Sentinel.
Magneto lấy lại mũ của mình và bí mật kiểm soát các nguyên mẫu Sentinel của Trask bằng cách truyền vào chúng kim loại. Quay trở lại X-Mansion, Professor X từ bỏ sử dụng huyết thanh và bằng cách đọc tâm trí Wolverine, anh đã có cuộc nói chuyện với chính mình trong tương lai, người đã truyền cho anh động lực để bảo vệ tương lai giữa con người và dị nhân. Sau khi Professor X sử dụng máy theo dõi dị nhân Cerebro để tìm Mystique, anh ta, Beast, và Wolverine đã đến Washington, D.C. để ngăn chặn cô ám sát Trask.
Tại buổi lễ mà tổng thống Nixon công bố các robot Sentinel, 3 người đã tìm kiếm Mystique. Magneto xuất hiện, kích hoạt robot Sentinel và phong toả Nhà Trắng bằng cách nhấc bổng sân vận động Tưởng niệm Robert F. Kennedy lên và đặt bao quanh nó. Trong trận chiến, Magneto đâm xuyên Wolverine bằng 1 thanh thép rồi ném anh ta xuống sông Potomac. Nixon, Trask, và Mystique đang cải trang rút lui vào 1 boong ke. Tuy nhiên, Magneto kéo chiếc boong ke ra khỏi Nhà Trắng và giết tất cả những người bên trong. Năm 2023, X-Men kháng cự đến cùng khi 1 đội quân Sentinel tấn công vào ngôi đền, với hầu như các dị nhân đã hy sinh để cố gắng giành thêm thời gian. Trở lại với năm 1973, Mystique tiết lộ thân phận của mình và khống chế Magneto bằng 1 khẩu súng nhựa, cứu sống Nixon và nội các của ông ta. Trước khi cô có thể giết Trask, Professor X thuyết phục cô tha mạng cho ông ta bằng thần giao cách cảm, và khiến cho công chúng thấy rằng dị nhân đã cứu sống tổng thống. Với kết quả đó, chương trình Sentinel bị hủy bỏ, thay đổi dòng thời gian và xoá bỏ tương lai đen tối năm 2023 ra khỏi lịch sử. Trask sau đó bị bắt giữ vì tội bán bí mật quân sự cho chính phủ nước ngoài.
Wolverine tỉnh dậy vào năm 2023 tại X-Mansion và thấy rằng trường học dị nhân của Professor X đang phát triển mạnh mẽ và các X-Men đều còn sống, bao gồm cả Rogue (Anna LeBeau), Jean Grey và Cyclops (Scott Summers). Wolverine hỏi Professor X về lịch sử từ năm 1973 đến hiện tại. Nhận ra rằng Wolverine từ dòng thời gian gốc đã trở lạ. Trở lại với năm 1973, Wolverine được cứu bởi Mystique, người đã cải trang thành thiếu tá William Stryker.
Trong phần cảnh hậu danh đề, bối cảnh diễn ra tại Ai Cập cổ đại, 1 đám đông quỳ lạy và hô vang tên Apocalypse (En Sabah Nur), 1 dị nhân đang sử dụng sức mạnh tâm linh, nâng những tảng đá để xây dựng kim tự tháp trong khi Tứ kị sĩ của hắn đang quan sát từ xa.

## Diễn viên
- Hugh Jackman vai James "Logan" Howlett / Wolverine:
 Một dị nhân có khả năng hồi phục siêu tốc, giác quan nhạy bén như động vật, có cặp móng vuốt bằng xương có thể thu vào. Sau đó, bộ xương và móng vuốt của Logan được cường hoá khi anh bị tiêm vào người kim loại mang tên adamantium, thứ kim loại này khiến xương và móng của anh ta trở nên cực kì cứng cáp, khiến cho anh ta gần như bất khả chiến bại. Ngoài ra, khả năng hồi phục của anh ta cũng làm chậm quá trình lão hoá, cho phép Logan sống lâu hơn so với 1 người bình thường. Nam diễn viên Hugh Jackman đã nói rằng cách Wolverine thúc đẩy cốt truyện bất chấp tính cách cộc cằn của mình đã tạo ra những lựa chọn thú vị cho câu chuyện, Jackman chia sẻ "Nếu như bạn muốn ai đó quay trở lại quá khứ để lấy đầu ai đó, thật tuyệt vời, nhưng anh ta phải quay trở lại và đóng vai trò như nguồn cảm hứng, người cố vấn, người hướng dẫn, bởi vì anh ta không thể tự mình làm được tất cả, đó luôn là phương pháp ưa thích của anh ta".[5]
- James McAvoy / Patrick Stewart vai Charles Xavier / Professor X:
Một dị nhân theo chủ nghĩa hòa bình và là dị nhân sử dụng thần giao cách cảm mạnh nhất thế giới. Ông cũng là người sáng lập Trường Dị Nhân Trẻ Xavier và là thủ lĩnh của X-Men. Đạo diễn Singer mô tả Xavier trẻ tuổi là "một con thú rất khác biệt so với chàng playboy vô trách nhiệm trong phần phim X-Men: First Class. Ông ta là một con thú bị thương, râu ria xồm xoàm, tóc dài, đầy căm phẫn trước cách mà thế giới đối xử với mình".[6] Kinberg cho biết bộ phim dự định kể câu chuyện về Xavier trẻ tuổi bắt đầu "trở thành Giáo sư Xavier mà chúng ta biết", khi Wolverine dìu dắt ông ta.[7]
- Michael Fassbender / Ian McKellen vai Erik Lehnsherr / Magneto:
Một dị nhân quyền lực có khả năng thao túng từ trường. Mặc dù bất đồng với Xavier do mong muốn chứng minh sự ưu việt của dị nhân, họ đã trở lại là đồng minh khi Erik trong tương lai giúp X-Men chiến đấu chống lại Sentinels.
- Jennifer Lawrence vai Raven Darkhölme / Mystique:
Một dị nhân với khả năng biến đổi hình dạng thành người khác, đồng thời là bạn thời thơ ấu và là em gái nuôi của Xavier. Đạo diễn Singer cho biết Mystique "ít ngây thơ hơn, phát triển hơn, đang tiến gần hơn đến hình tượng Mystique trong phần phim X2 (2003)".[8] Lawrence đã bị kích ứng da do trang điểm toàn thân trong phần phim First Class, và quy trình đã được thay đổi để từ cổ trở xuống sẽ là một bộ đồ bó sát,[9] khóa kéo được xóa bỏ kỹ thuật số trong khâu hậu kỳ.[10] Kết quả là, quá trình trang điểm đã giảm từ tám giờ xuống còn ba giờ.[11] Đội ngũ hoá trang tại Legacy Effects đã điêu khắc vảy của Mystique bằng kỹ thuật số, làm cho chúng nhỏ hơn về kích thước và được đặt theo cách làm nổi bật khuôn mặt của Lawrence.[12]
- Halle Berry vai Ororo Munroe / Storm:
Một dị nhân có khả năng điều khiển thời tiết và là một trong những X-Men dày dạn kinh nghiệm chiến đấu và mạnh mẽ nhất. Khi được hỏi liệu việc mang thai có ảnh hưởng đến vai diễn của cô ấy không, Berry trả lời: "Tôi không thể tham gia nhiều như dự định. Bụng bầu ngày càng lớn của tôi là một thách thức liên tục! Những gì tôi có thể làm đang trở nên hạn chế hơn nên vai trò mà tôi đảm nhận rất khác so với những gì nó có thể đã trở thành, do tôi mang thai bất ngờ".[13] Theo Kinberg, Berry có một cảnh khác trong phim nhưng đã bị cắt do lịch trình hạn chế của Berry.[14]
- Anna Paquin vai Anna LeBeau / Rogue:
Một dị nhân có khả năng hấp thụ sinh lực và khả năng đột biến của bất kỳ ai cô ấy chạm vào cho đến khi uống thuốc chữa bệnh trong phần phim The Last Stand. Biên kịch Kinberg đã viết một phần ngắn hơn cho Paquin so với kế hoạch ban đầu vì cô ấy có ít thời gian để có mặt trên trường quay.[14] Trong quá trình hậu kỳ, vai diễn của Paquin đã bị giảm xuống thành một vai khách mời sau khi hầu hết các cảnh của cô ấy bị cắt; những cảnh này sau đó đã được khôi phục trong một phiên bản thay thế của bộ phim.[15][16][17][18] Paquin sau đó tuyên bố rằng cô ấy vẫn rất vui khi thực hiện bộ phim và không phiền lòng khi phần lớn cảnh của cô ấy đã bị cắt khỏi đó.[19][20]
- Elliot Page vai Katherine "Kitty" Pryde / Kitty:
Một dị nhân có khả năng xuyên qua những vật thể rắn. Là thành viên trẻ tuổi nhất của X-Men, cô đóng vai trò quan trọng trong cuộc chiến sinh tồn của họ.[21] Singer mô tả Kitty là người hỗ trợ chính và khả năng của cô ấy cho phép du hành thời gian xảy ra.[22]
- Peter Dinklage vai Tiến sĩ Bolivar Trask:
Một nhà khoa học quân sự và là người đứng đầu của Trask Industries, người tạo ra một loạt robot gọi là Sentinel, được thiết kế để tìm kiếm và tiêu diệt dị nhân. Dinklage nói rằng Trask "coi những gì mình đang làm là điều tốt đẹp - tham vọng của ông ta chắc chắn mù quáng và ông ta khá kiêu ngạo. Ông ta đã phấn đấu cả đời để đạt được sự tôn trọng và chú ý nhất định". Ông cũng nói rằng Trask bị phản đối bởi Richard Nixon.[23] Đạo diễn Singer cho biết ông là một fan hâm mộ của Dinklage và của loạt phim truyền hình Trò chơi vương quyền (2011-2019) trong đó Dinklage đóng vai Tyrion Lannister, điều này đã truyền cảm hứng cho ông để chọn Dinklage.[14]
- Nicholas Hoult vai Henry "Hank" McCoy / Beast:
Một dị nhân với đặc điểm của loài sư tử, siêu sức mạnh, sự nhanh nhẹn, phản xạ và tốc độ tăng cường. Hoult thủ vai nhân vật này trong các cảnh quay diễn ra vào năm 1973, trong khi Kelsey Grammer có một vai diễn khách mời, xuất hiện với vai Beast trong bối cảnh tương lai.[24] Vai diễn khách mời này được thêm vào bởi vì các nhà biên kịch cảm thấy rằng Beast của Hoult là một "nhân vật trẻ tuổi ngọt ngào" mà khán giả sẽ muốn biết rằng anh ta đã sống sót.[25] Khi Grammer biết về cơ hội trở lại với vai Beast, một nhân vật mà anh ấy rất thích đóng trong phần phim The Last Stand, anh ấy đã gọi cho Singer yêu cầu được tham gia, và đã được đưa từ New York đến bằng máy bay một cách bí mật để tránh thu hút sự chú ý.[26]
- Shawn Ashmore vai Robert "Bobby" Drake / Iceman:
Một dị nhân có khả năng tạo ra và điều khiển băng. Ashmore nói về vai diễn của mình, "Trong phần phim đầu tiên của X-Men, tôi phải tạo ra 1 bông hồng cho Rogue nhưng đó là giới hạn của nhân vật, vì vậy thật tuyệt vời khi được thấy sự phát triển của nhân vật trong 4 phần phim sau đó, từ X2, nơi bạn có thể thấy anh ta tạo ra 1 bức tường băng, và trong X3, anh ta cuối cùng cũng được chiến đấu, và trong phần phim Ngày cũ của tương lai này, anh ta là 1 chiến binh".[27]
- Omar Sy vai Lucas Bishop / Bishop:
Một dị nhân có khả năng hấp thụ năng lượng và chuyển hướng nó thành những đòn tấn công. Singer cho biết Bishop, cùng với Warpath, Sunspot và Blink, không phải là tân binh. Ông nói, "Họ giống như những người tị nạn hơn, sống qua ngày trong thế giới hoang tàn kinh khủng này. Họ không còn nhiều hy vọng vào tương lai. Họ đang chạy trốn và họ hợp lực với những X-Men còn lại để cố gắng thực hiện một nỗ lực cuối cùng nhằm sửa chữa thế giới".[28]
- Evan Peters vai Pietro Maximoff / Quicksilver:
Một dị nhân có thể di chuyển, nói và suy nghĩ với tốc độ siêu âm. Peters mô tả Quicksilver là "rất nhanh, anh ta nói nhanh, anh ta di chuyển nhanh. Mọi thứ khác đều rất chậm so với anh ta, giống như anh ta luôn ở máy ATM và chờ đợi người trước mặt anh ta hoàn thành việc của mình".[29]
- Josh Helman vai Thiếu tá William Stryker:
Một sĩ quan quân đội ghét dị nhân. Ban đầu Helman được chọn để đóng vai phiên bản trẻ tuổi hơn của Juggernaut trước khi nhân vật đó bị loại khỏi kịch bản.[30] Brian Cox, người đã đóng vai Stryker trưởng thành trong phần phim X2, xuất hiện trong cảnh quay lưu trữ.
- Daniel Cudmore vai Piotr "Peter" Rasputin / Colossus:
Một dị nhân có thể biến đổi cơ thể mình thành thép, mang lại cho anh ta sức mạnh siêu phàm, sức bền và khả năng chịu đựng khi ở dạng đó. Cudmore được hỏi liệu anh ấy có tập luyện cho vai diễn của mình hay không, anh ấy trả lời, "Tôi không có nhiều thời gian để chuẩn bị cho bộ phim này. Một người bạn huấn luyện viên của tôi ở Vancouver đã lập một chương trình tập luyện ngắn gọn cho tôi. Vì vai diễn là Colossus, tôi đã cố gắng tăng cơ bắp và trở nên mạnh mẽ hơn. Kết quả là tôi ăn nhiều hơn. Vì ăn nhiều như vậy, tôi phải ăn mỗi 2-3 giờ để duy trì lượng calo".[31]
- Phạm Băng Băng vai Clarice Ferguson / Blink:
Một dị nhân có khả năng tạo ra các cổng dịch chuyển. Phạm Băng Băng cho biết bộ phim này là bộ phim đầu tiên trong hợp đồng năm phần phim 'X-Men' mà cô đã ký với 20th Century Fox.[32]
- Adan Canto vai Roberto "Bobby" da Costa / Sunspot:
Một dị nhân có khả năng tạo ra phóng xạ năng lượng mặt trời và lửa, đồng thời sở hữu sức mạnh và khả năng bay nhờ năng lượng mặt trời.[33] Canto đã đọc truyện tranh X-Men khi còn nhỏ, và sau khi được chọn vào vai diễn, anh đã quay lại nghiên cứu truyện tranh để hiểu rõ hơn về nhân vật Sunspot.[34]
- Booboo Stewart vai James Proudstar / Warpath:
Một dị nhân sử dụng dao găm, là một thợ săn chuyên nghiệp với khả năng nhanh nhẹn, phản xạ, sức bền, giác quan nhạy bén và sức mạnh tăng cường. Để chuẩn bị cho vai diễn, Stewart đã tăng 50 pound (khoảng 22,7 kg) và để tóc dài hơn bình thường rất nhiều.[35]

Ngoài ra, Famke Janssen và James Marsden lần lượt tái hiện vai Jean Grey và Scott Summers / Cyclops trong các vai diễn khách mời. Lucas Till thủ vai Alexander Summers / Havok. Evan Jonigkeit thủ vai Mortimer Toynbee / Toad. Gregg Lowe thủ vai Eric Gitter / Ink. 2 nhà viết truyện tranh X-Men Len Wein và Chris Claremont xuất hiện với vai nghị sĩ Hoa Kỳ. Michael Lerner thủ vai Thượng nghị sĩ Brickman. Mark Camacho thủ vai tổng thống Mỹ Richard Nixon. Zehra Leverman thủ vai mẹ của Quicksilver, bà Maximoff. Đạo diễn Singer xuất hiện với vai một người đàn ông cầm chiếc máy quay phim nhỏ khi Magneto bước đi sau khi Mystique trốn thoát ở Paris. Trong phần cảnh hậu danh đề, Brendan Pedder thủ vai dị nhân cổ đại, En Sabah Nur / Apocalypse.

## Âm nhạc
Nhạc phim được phát hành trên digital download vào ngày 16 tháng 5 năm 2014, trên CD vào ngày 26 tháng 5 và trên vinyl vào ngày 4 tháng 8 năm 2014.
Track listing
| STT | Nhan đề                                                             | Thời lượng |
| --- | ------------------------------------------------------------------- | ---------- |
| 1.  | "The Future - Main Titles"                                          | 2:44       |
| 2.  | "Time's Up"                                                         | 4:18       |
| 3.  | "Hope (Xavier's Theme)"                                             | 4:48       |
| 4.  | "I Found Them"                                                      | 2:52       |
| 5.  | "Saigon/Logan Arrives"                                              | 4:36       |
| 6.  | "Pentagon Plan/Sneaky Mystique"                                     | 3:25       |
| 7.  | "He Lost Everything"                                                | 1:51       |
| 8.  | "Springing Erik"                                                    | 3:33       |
| 9.  | "How Was She"                                                       | 1:47       |
| 10. | "All Those Voices"                                                  | 3:19       |
| 11. | "Paris Pandemonium"                                                 | 7:45       |
| 12. | "Contacting Raven"                                                  | 1:48       |
| 13. | "Rules of Time"                                                     | 3:07       |
| 14. | "Hat Rescue"                                                        | 1:30       |
| 15. | "Time's Up" (Film Version)                                          | 3:34       |
| 16. | "The Attack Begins"                                                 | 5:04       |
| 17. | "Join Me"                                                           | 3:20       |
| 18. | "Do What You Were Made For"                                         | 2:56       |
| 19. | "I Have Faith in You/Goodbyes"                                      | 2:27       |
| 20. | "Welcome Back/End Titles"                                           | 3:58       |
| 21. | "Time in a Bottle" (Performed của Jim Croce)                        | 2:27       |
| 22. | "The First Time Ever I Saw Your Face" (Performed của Roberta Flack) | 5:20       |

## Giải thưởng
| Năm  | Giải                               | Thể loại                                                                                           | Người nhận                      | Kết quả   | Ref.          |
| ---- | ---------------------------------- | -------------------------------------------------------------------------------------------------- | ------------------------------- | --------- | ------------- |
| 2014 | 15th Golden Trailer Awards         | Best Summer 2014 Blockbuster Trailer                                                               | X-Men: Days of Future Past      | Đề cử     | [ 40 ]        |
| 2014 | MTV's Fandom Awards                | Fandom of the Year                                                                                 | X-Men: Days of Future Past      | Đề cử     | [ 41 ] [ 42 ] |
| 2014 | Teen Choice Awards                 | Choice Movie: Sci-Fi/Fantasy                                                                       | X-Men: Days of Future Past      | Đề cử     | [ 43 ]        |
| 2014 | Teen Choice Awards                 | Choice Movie: Actress Sci-Fi/Fantasy                                                               | Halle Berry                     | Đề cử     | [ 43 ]        |
| 2014 | Teen Choice Awards                 | Choice Movie: Actress Sci-Fi/Fantasy                                                               | Jennifer Lawrence               | Đoạt giải | [ 43 ]        |
| 2014 | Teen Choice Awards                 | Choice Movie: Villain                                                                              | Michael Fassbender              | Đề cử     | [ 44 ]        |
| 2014 | Teen Choice Awards                 | Choice Movie: Scene Stealer                                                                        | Nicholas Hoult                  | Đề cử     | [ 44 ]        |
| 2014 | Teen Choice Awards                 | Choice Movie: Scene Stealer                                                                        | Ellen Page                      | Đề cử     | [ 44 ]        |
| 2014 | Young Hollywood Awards             | Best Cast Chemistry – Film                                                                         | X-Men: Days of Future Past      | Đề cử     | [ 46 ]        |
| 2014 | Young Hollywood Awards             | Favorite Flick                                                                                     | X-Men: Days of Future Past      | Đề cử     | [ 46 ]        |
| 2014 | Young Hollywood Awards             | Fan Favorite Actor - Female                                                                        | Jennifer Lawrence               | Đề cử     | [ 46 ]        |
| 2014 | Young Hollywood Awards             | Super Superhero                                                                                    | Nicholas Hoult                  | Đề cử     | [ 46 ]        |
| 2015 | 41st People's Choice Awards        | Favorite Movie                                                                                     | X-Men: Days of Future Past      | Đề cử     | [ 47 ]        |
| 2015 | 41st People's Choice Awards        | Favorite Action Movie                                                                              | X-Men: Days of Future Past      | Đề cử     | [ 47 ]        |
| 2015 | 21st Screen Actors Guild Awards    | Outstanding Performance by a Stunt Ensemble in a Motion Picture                                    | X-Men: Days of Future Past      | Đề cử     | [ 48 ]        |
| 2015 | 4th AACTA Awards                   | Best Visual Effects                                                                                | X-Men: Days of Future Past      | Đề cử     | [ 49 ]        |
| 2015 | 13th Visual Effects Society Awards | Outstanding Visual Effects in a Visual Effects Driven Photoreal/Live Action Feature Motion Picture | X-Men: Days of Future Past      | Đề cử     | [ 50 ]        |
| 2015 | 13th Visual Effects Society Awards | Outstanding Virtual Cinematography in a Photoreal/Live Action Feature Motion Picture               | X-Men: Days of Future Past      | Đoạt giải | [ 50 ]        |
| 2015 | 13th Visual Effects Society Awards | Outstanding Effects Simulations in a Photoreal/Live Action Feature Motion Picture                  | X-Men: Days of Future Past      | Đoạt giải | [ 50 ]        |
| 2015 | 68th British Academy Film Awards   | Best Special Visual Effects                                                                        | X-Men: Days of Future Past      | Đề cử     | [ 51 ]        |
| 2015 | 87th Academy Awards                | Best Visual Effects                                                                                | X-Men: Days of Future Past      | Đề cử     | [ 52 ]        |
| 2015 | Saturn Award                       | Best Comic-to-Film Motion Picture                                                                  | X-Men: Days of Future Past      | Đề cử     | [ 53 ]        |
| 2015 | Saturn Award                       | Best Director                                                                                      | Bryan Singer                    | Đề cử     | [ 53 ]        |
| 2015 | Saturn Award                       | Best Editing                                                                                       | John Ottman                     | Đề cử     | [ 53 ]        |
| 2015 | Saturn Award                       | Best Costume                                                                                       | Louise Mingenbach               | Đề cử     | [ 53 ]        |
| 2015 | Saturn Award                       | Best Make-Up                                                                                       | Adrien Morot, Norma Hill-Patton | Đề cử     | [ 53 ]        |
| 2015 | Kids' Choice Awards                | Favorite Female Action Star                                                                        | Halle Berry                     | Đề cử     | [ 54 ]        |
| 2015 | Kids' Choice Awards                | Favorite Female Action Star                                                                        | Jennifer Lawrence               | Đoạt giải | [ 54 ]        |
| 2015 | Kids' Choice Awards                | Favorite Female Action Star                                                                        | Ellen Page                      | Đề cử     | [ 54 ]        |
| 2015 | Kids' Choice Awards                | Favorite Male Action Star                                                                          | Hugh Jackman                    | Đề cử     | [ 54 ]        |
| 2015 | Kids' Choice Awards                | Favorite Movie Actor                                                                               | Hugh Jackman                    | Đề cử     | [ 54 ]        |
| 2015 | MTV Movie Awards                   | Best Villain                                                                                       | Peter Dinklage                  | Đề cử     | [ 55 ]        |
| 2015 | Empire Awards                      | Best Sci-Fi/Fantasy                                                                                | X-Men: Days of Future Past      | Đoạt giải | [ 56 ]        |

Phim cũng nằm trong Top 10 danh sách cuối 2014 trênVanity Fair'.